# 미국 연방지방법원

미국 연방 항소법원과 미국 연방지방법원의 경계도. 모든 지방법원들은 한 사법구역 (주로, 주와 일치. 실선으로 구분.) 내에 위치하고 있다. 일부 주는 하나 이상의 지방법원을 갖고 있다. (점선이 사법구역을 나타냄.)

미국 연방지방법원(美國聯邦地方法院, The United States district courts)은 미국 연방 법원 제도 하에서 일반 재판을 담당하는 법원이다. 형사재판과 민사재판을 모두 다루며, 법률, 주식, 해사 등에 대해서도 관할한다. 각각의 사법구역은 하나 이상의 법원을 가지며, 대부분 하나 이상이 위치하고 있다. 각 지방 법원의 정식 명칭은 '미국 ~ 지방 법원' (the United States District Court for ~ )이며, 예를 들어 '미국 미주리 동부 지구 지방 법원' 같은 식이다.
미국 헌법 제3조에 의해 설립된 연방 대법원과 달리, 연방지방법원은 미국 의회에 의해 설립되었다.

## 제1심
미국 연방법원제도에서 제1심에 해당하는 연방지방법원은 미국 전역에 걸쳐 95개가 있다. 연방지방법원은 각주에 최소1개이상 최대4개이하가 설치되어있다.

## 같이 보기
- 미국 연방 정부
  - 입법부
    - 미국 의회
      - 미국 상원
      - 미국 하원

  - 행정부
    - 미국 연방 행정각부
    - 미국 내각
    - 미국의 대통령

  - 사법부
    - 미국 연방 대법원
    - 미국 연방 항소법원(미국 연방고등법원)
    - 미국 연방지방법원

- 미국 주법원
  - 미국 주 대법원
  - 미국 주 고등법원 (각 주에는 고등법원이 없는 2심제도를 채택한 주도 있다)
  - 미국 주 지방법원